# مجید رباح
مجید رباح (انگلیسی: Majid Rabah؛ زادهٔ ۲۵ ژوئیهٔ ۱۹۸۰) بازیکن فوتبال اهل فرانسه است.
از باشگاه‌هایی که در آن بازی کرده‌است می‌توان به باشگاه فوتبال المپیک مارسی اشاره کرد.